# Charlotte Napoléone Bonaparte

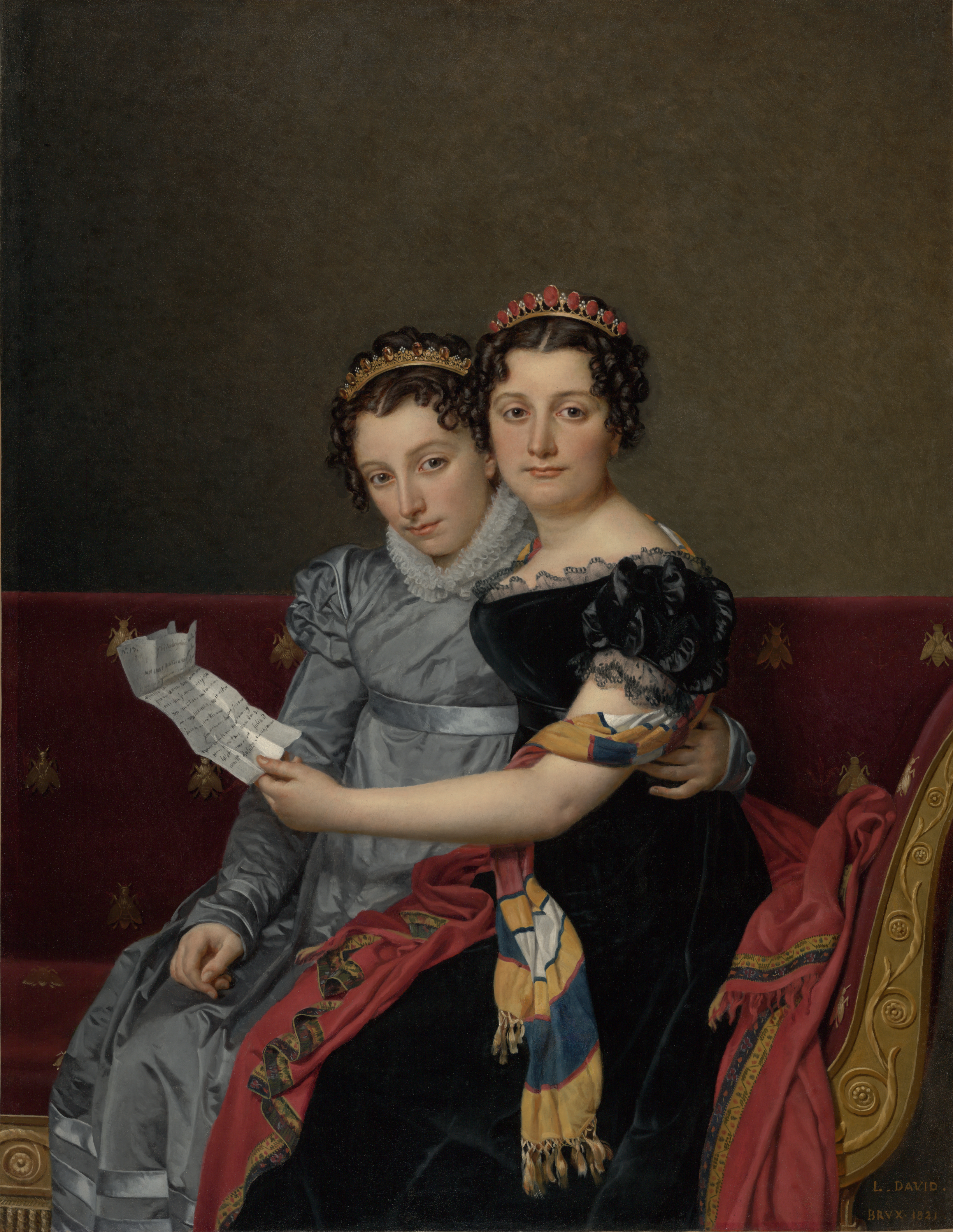
Charlotte (hinten) mit ihrer Schwester Zenaide, Gemälde von Jacques-Louis David, 1821

Charlotte Napoléone Bonaparte (* 31. Oktober 1802 in Paris; † 3. März 1839 in Sarzana) war eine französische kaiserliche Prinzessin.
Sie wurde als Tochter von Joseph Bonaparte (1768–1844), dem ältesten Bruder Napoleons, und Julie Clary (1771–1845) geboren. Deren Schwester war Désirée Clary, Napoleons erste Verlobte.
Sie wurde mit ihrem Cousin Napoleon Louis Bonaparte (1804–1831), einem Sohn von Louis Bonaparte, ebenfalls ein Bruder Napoleons, und der Hortense de Beauharnais, verheiratet.
Charlotte studierte in Paris beim Künstler Louis Léopold Robert Lithographie.
Ihr Vater wurde von Kaiser Napoleon Bonaparte als König von Neapel, dann als König von Spanien eingesetzt, ihr Onkel und späterer Schwiegervater Louis Bonaparte als König von Holland. Nach der Abdankung Louis Bonapartes am 1. Juli 1810 regierte ihr zukünftiger Gemahl Louis für genau 10 Tage als dessen Nachfolger, bis die französische Armee einfiel und ihn stürzte. Das Paar hatte keine Kinder.
Nachdem ihr Vater 1813 auch als spanischer König gestürzt worden war, ging die Familie nach Amerika, wo sie das Gut „Point Breeze“ am Delaware River bei Bordentown in New Jersey erwarben. Das Haus umfasste einen riesengroßen Park und war mit zahlreichen Gemälden von Tizian und Rubens ausgestattet.
Charlotte, die sich von nun an Gräfin von Survilliers nannte, widmete sich wieder den bildenden Künsten, malte Porträts und Landschaftsgemälde und stellte ihre Arbeiten an der Pennsylvania Academy of the Fine Arts aus.

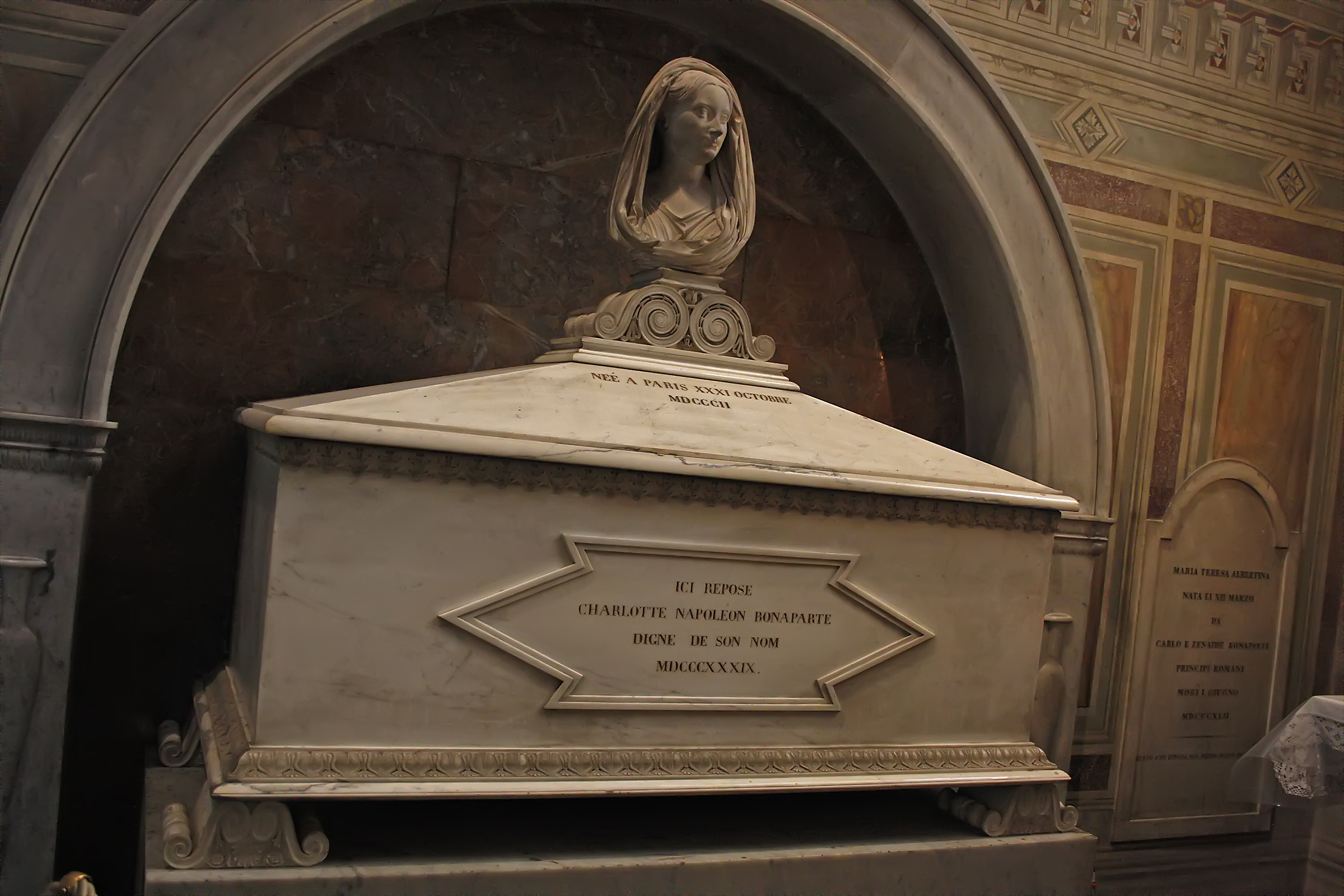
Grabmal Charlotte Napoléone Bonapartes in der Kirche Santa Croce

Ab 1824 lebte Charlotte wieder in Europa und starb bei der Geburt ihres einzigen Kindes, der Vater war der polnische Graf Potocki. Charlotte wurde in der Kirche Santa Croce in Florenz bestattet.